# Tolkien e o antiquarianismo
J. R. R. Tolkien incluiu em seus escritos sobre a Terra Média, especialmente em O Senhor dos Anéis, diversos elementos além do texto narrativo. Esses elementos abrangem obras de arte [en], caligrafia, cronologias, árvores genealógicas [en], heráldica [en], línguas, mapas [en], poesia [en], provérbios [en], roteiros [en], glossários, prólogos e anotações. Grande parte desse material está reunida nos diversos apêndices. Pesquisadores afirmam que o uso desses elementos posiciona Tolkien na tradição do antiquarianismo inglês.
Outros estudiosos analisaram por que Tolkien dedicou tanto esforço a esses elementos no estilo antiquarista. Algumas dessas criações sugerem que Tolkien era apenas o editor de materiais reais que chegaram às suas mãos. Isso se aplica, por exemplo, a obras de arte como o  manuscrito encontrado Livro de Mazarbul e a anais que parecem ter sido editados e anotados por diferentes pessoas ao longo de muitos anos. Aplica-se também às histórias em moldura [en] de seus escritos, incluindo as memórias de Bilbo e Frodo Bolseiro no caso de O Senhor dos Anéis, que supostamente sobreviveram como o Livro Vermelho do Marco Ocidental. Todos esses elementos juntos formam um enquadramento editorial [en] para o livro, posicionando o autor como um tradutor fictício [en] do texto antigo sobrevivente, contribuindo para que o mundo secundário da Terra Média pareça real e consistente.

## Contexto
J. R. R. Tolkien (1892–1973) foi um escritor, poeta, filólogo e acadêmico católico romano inglês, mais conhecido como autor das obras de alta fantasia O Hobbit e O Senhor dos Anéis. Ele tinha interesse profissional nas antigas línguas germânicas, incluindo gótica e nórdico antigo. Especializou-se em inglês antigo, a língua dos anglo-saxões. Passou grande parte de sua carreira como professor de inglês medieval na Universidade de Oxford. Tolkien afirmou que, ao ler uma obra medieval, sentia vontade de escrever uma obra moderna na mesma tradição.
O Senhor dos Anéis foi publicado entre 1954 e 1955 e venceu o International Fantasy Award [en] em 1957. A publicação das edições em brochura da Ace Books [en] e da Ballantine nos Estados Unidos contribuiu para sua imensa popularidade entre uma nova geração na década de 1960. O livro permaneceu extremamente popular desde então, sendo considerado uma das obras de ficção mais populares do século XX, com base em vendas e pesquisas com leitores. Na pesquisa "Big Read" realizada pela BBC no Reino Unido em 2003, O Senhor dos Anéis foi eleito o "livro mais amado da nação". Em pesquisas semelhantes realizadas em 2004 na Alemanha e na Austrália, O Senhor dos Anéis também foi escolhido como o livro favorito. Em uma pesquisa de 1999 entre clientes da Amazon.com, foi considerado o "livro do milênio". A popularidade de O Senhor dos Anéis aumentou ainda mais com a trilogia de filmes de Peter Jackson, lançada entre 2001 e 2003.

## Tolkien na tradição antiquarista inglesa

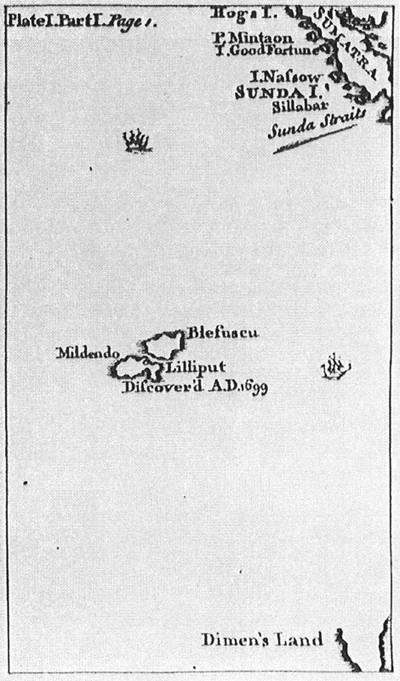
Tolkien foi precedido no uso de mapas em ficção por Jonathan Swift, que mostrou en perto de Sumatra em sua obra de 1726, As Viagens de Gulliver.

Christina Fawcett escreve que, ao criar seu mundo fantástico da Terra Média da maneira que fez, dotando-o de uma história além da narrativa, Tolkien seguia uma tradição que entrelaçava história e literatura. Ela observa que o antiquarianismo floresceu no século XVIII, e que a literatura neomedieval do século XIX derivou do gótico.
Jamie Williamson identifica o antiquarianismo como um precursor da fantasia moderna. Para Williamson, Tolkien seguia autores anteriores, como William Morris, que, por sua vez, se inspirava em antiquaristas como James Macpherson, utilizando recursos como um estilo de prosa com arcaísmos e elegias [en] e apêndices históricos para criar uma sensação de realismo. Carl Phelpstead escreve que a criação prolífica de línguas, povos, genealogias e história por Tolkien confere à Terra Média um senso de realidade sem precedentes (e inigualável), calculado para evitar a descrença, proporcionando a consistência interna que comanda a Crença Secundária. Phelpstead afirma que Tolkien discordava da descrição de Samuel Taylor Coleridge sobre ficção em sua Biographia Literaria [en] de 1817, que fala em "suspensão voluntária da descrença", insistindo que a suspensão da descrença era "involuntária" em ficção bem-sucedida e que era "difícil e exigia muito esforço" para alcançá-la na literatura. Phelpstead comenta que os "aspectos não narrativos da construção de mundos" foram amplamente negligenciados por estudiosos da literatura, mas estão sendo explorados na disciplina menos restr Prost limitada de estudos de mídia.
Nick Groom, em A Companion to J. R. R. Tolkien, posiciona Tolkien na tradição do antiquarianismo inglês, onde autores do século XVIII, como Thomas Chatterton, escreviam em estilo medieval, criando uma variedade de materiais não narrativos, assim como Tolkien. Na falta de material adequado, ele "inventou sua própria língua arcaica e caligrafia; produziu manuscritos, mapas, esboços e heráldica medievais complexos; [e] carregou seus escritos pseudoantigos com prefácios, notas de rodapé, apêndices e glossários". Björn Sundmark observa que Tolkien seguia autores como Jonathan Swift no uso de mapas em sua ficção. Will Sherwood, escrevendo no Journal of Tolkien Research [en], comenta que esses elementos não narrativos "soarão familiares, pois são as técnicas que [Tolkien] usou para imergir os leitores em Arda [o mundo que inclui a Terra Média]." Andrew Higgins, ao revisar o artigo de Groom, comenta que Tolkien, como os antiquaristas, inventou lendas e mitos, mas não apenas como fantasia; ele e eles "sentiam que estavam registrando um passado que já existia".
| Autor             | Período   | Obras de arte | Caligrafia | Heráldica | Mapas | Manuscritos | Genealogias | Línguas | Paratextos | Canções/poemas |
| ----------------- | --------- | ------------- | ---------- | --------- | ----- | ----------- | ----------- | ------- | ---------- | -------------- |
| Jonathan Swift    | 1667–1745 |               |            |           | Sim   |             |             | Sim     |            |                |
| William Stukeley  | 1687–1765 |               |            |           | Sim   |             | Sim         |         | Sim        | Sim            |
| Thomas Percy [en] | 1729–1811 |               |            |           |       |             |             |         | Sim        | Sim            |
| Thomas Chatterton | 1752–1770 | Sim           | Sim        | Sim       | Sim   | Sim         |             | Sim     |            |                |
| William Blake     | 1757–1827 | Sim           |            |           |       |             |             |         |            |                |
| J. R. R. Tolkien  | 1892–1973 | Sim           | Sim        | Sim       | Sim   | Sim         | Sim         | Sim     | Sim        | Sim            |

Catherine McIlwaine [en] escreve que Tolkien usou seu cachimbo para queimar as bordas das páginas do Livro de Mazarbul, "perfurou buracos em um lado para lembrar os furos onde o pergaminho teria sido costurado à encadernação e as lavou com tinta vermelha para simular manchas de sangue". Groom observa que Tolkien não era um "falsificador literário [en]" como Chatterton, mas que suas páginas fac-símile do Livro de Mazarbul "incorporavam a estética do antiquarianismo" e que ele "adotava as técnicas de falsificação literária". Sherwood acrescenta que esses métodos de falsificação eram muito semelhantes aos de Chatterton para tornar seus documentos realistas. O conjunto de elementos não narrativos forjados e inventados ocupava seu lugar ao lado da história emoldurada [en] de que Bilbo e outros hobbits editaram, transcreveram e anotaram o texto do antigo Livro Vermelho do Marco Ocidental, que Tolkien  supostamente encontrou e editou como O Senhor dos Anéis.
Entre os autores antiquaristas ingleses, escreve Groom, estavam o bispo Thomas Percy [en], cuja obra de 1765 Reliques of Ancient English Poetry [en] continha canções, dispositivos paratextuais como "prefácios, notas, apêndices e glossários", e William Stukeley, que adicionou genealogias e mapas à gama de técnicas de Percy. O satirista Jonathan Swift apreciava "línguas inventadas, sistemas linguísticos e reforma ortográfica", e povoou As Viagens de Gulliver com "mapas falsos e autoria pseudônima", enquanto o poeta e artista William Blake preenchia suas obras escritas com "páginas iluminadas" contendo suas próprias obras de arte. Sherwood argumenta que Tolkien intencionalmente se dedicou a aprimorar a falsificação antiquarista, eventualmente criando "os códigos e convenções da literatura de fantasia moderna".

## Elementos antiquaristas nos escritos de Tolkien
No estilo antiquarista, Tolkien criou diversos materiais não narrativos. Esses materiais são tanto gráficos, como obras de arte, heráldica e mapas, quanto textuais, como apêndices, notas de rodapé, glossários e prefácios.

### Elementos gráficos

#### Obras de arte
A arte de Tolkien foi um elemento central de sua criatividade desde o momento em que começou a escrever ficção. Ele produziu ilustrações para seus livros de fantasia da Terra Média, artefatos em fac-símile como o Livro de Mazarbul, mapas mais ou menos "pitorescos" e caligrafia, incluindo a icônica inscrição em Língua Negra no Um Anel. Algumas de suas obras de arte combinavam vários desses elementos para apoiar sua narrativa.

#### Escritas
Tolkien inventou vários sistemas de escrita [en] para acompanhar suas línguas, incluindo Cirth [en], Sarati [en] e Tengwar [en]. Quando sua editora, Allen & Unwin, pediu sugestões para as capas dos três volumes, ele forneceu um design usando a inscrição do Anel em Tengwar para o primeiro livro. Embora isso tenha se mostrado caro demais, uma versão simplificada com a inscrição foi usada para os três volumes. Para a página de título, ele desenhou uma margem superior com uma escrita Cirth que diz "O SENHOR DOS ANÉIS TRADUZIDO DO LIVRO VERMELHO" e uma margem inferior em Tengwar, que continua a frase "do Marco Ocidental por John Ronald Reuel Tolkien, aqui é narrada a história da Guerra do Anel e o retorno do Rei conforme visto pelos Hobbits".

Múltiplas dimensões de arte: Tolkien usou sua habilidade em caligrafia para escrever a icônica inscrição do Um Anel, um poema na Língua Negra de Mordor, usando a escrita élfica en, ambos inventados por ele.

#### Heráldica
Tolkien descreveu emblemas heráldicos [en] para muitos dos personagens e nações da Terra Média. Suas descrições eram em inglês simples, em vez de em blasão específico. Os emblemas correspondem à natureza de seus portadores, e sua diversidade contribui para o realismo ricamente detalhado de seus escritos, conferindo profundidade às origens e personalidades dos personagens. Estudiosos observam que Tolkien passou por diferentes fases em seu uso de heráldica; sua descrição inicial da heráldica élfica de Gondolin em O Livro dos Contos Perdidos corresponde amplamente à tradição heráldica na escolha de emblemas e cores, mas, posteriormente, ao escrever O Senhor dos Anéis, ele adotou uma abordagem mais livre, e no uso complexo de símbolos para a espada e a bandeira de Aragorn, ele claramente se afasta da tradição para atender à sua narrativa.

Heráldica da Terra Média
Dol Amroth, um porto de Gondor
Harad, um estado inimigo
A cidade maligna de Minas Morgul
Os cavaleiros de Rohan

#### Mapas
Tolkien criou mapas da Terra Média para auxiliar no desenvolvimento da trama, guiar o leitor por suas histórias frequentemente complexas e contribuir para a impressão de profundidade [en] e um worldbuilding realista em seus escritos. Shippey comenta que os mapas conferem um "ar de solidez e extensão, tanto no espaço quanto no tempo, que falta conspicuamente aos sucessores [na fantasia do século XX]". Ele sugere que os leitores enxergam os mapas e os nomes neles como rótulos com uma "relação muito próxima de um para um com o que eles rotulam". Isso, por sua vez, torna os mapas "extraordinariamente úteis para a fantasia", pois asseguram constantemente ao leitor que os lugares retratados existem e têm história e culturas por trás deles.
Tolkien afirmou que começava com mapas e desenvolvia suas tramas a partir deles, mas também queria que seus mapas fossem pitorescos. Ele construiu minuciosamente os movimentos cruzados de seus personagens para garantir que cada um chegasse aos lugares certos nos momentos corretos. Ele desenhou seus mapas, como o de Gondor e Mordor, em escala usando papel milimetrado e traçou os caminhos dos protagonistas, anotando datas para assegurar que a cronologia fosse exata.

### Elementos verbais

#### Cronologias
Os apêndices de O Senhor dos Anéis contêm cronologias detalhadamente elaboradas da Terra Média, que complementam a narrativa com detalhes de fundo sobre as nações e personagens. O Apêndice A: "Anais dos Reis e Governantes" oferece um contexto para o mundo maior da Terra Média, com breves resumos dos eventos das duas primeiras Idades do mundo, além de histórias mais detalhadas das nações dos Homens em Gondor e Rohan, bem como uma história da linhagem real dos Anães de Durin durante a Terceira Era. O Apêndice B: "O Conto dos Anos (Cronologia das Terras do Oeste)" é uma linha do tempo dos eventos ao longo de O Senhor dos Anéis e de eventos antigos que afetam a narrativa; em menor detalhe, fornece o contexto das histórias na cronologia fictícia da mitologia maior. Tolkien usou a linha do tempo, em conjunto com seus mapas da Terra Média, para alinhar os fios entrelaçados da narrativa [en], à medida que diferentes personagens avançam em direções distintas pelo cenário.
| Ano    | A Segunda Era                                                                                     |
| ------ | ------------------------------------------------------------------------------------------------- |
| 1      | Fundação dos Portos Cinzentos e de Lindon.                                                        |
| 32     | Os Edain chegam a Númenor.                                                                        |
| c. 40  | Muitos Anães deixam suas antigas cidades em Ered Luin e vão para Moria, aumentando sua população. |
| 442    | Morte de Elros Tar-Minyatur.                                                                      |
| c. 500 | Sauron começa a se agitar novamente na Terra Média.                                               |
| 548    | ...                                                                                               |

#### Genealogias
As árvores genealógicas contribuem para a impressão de profundidade e realismo nas histórias ambientadas em seu mundo de fantasia, mostrando que cada personagem está enraizado na história com uma rica rede de relações. Tolkien incluiu várias árvores genealógicas nos apêndices de O Senhor dos Anéis, abrangendo Elfos, Anães, Hobbits e Homens. As árvores genealógicas permitiram a Tolkien explorar e desenvolver as etimologias dos nomes dos personagens e suas relações genealógicas. Elas também sugerem a fascinação dos personagens hobbits por sua história familiar. Uma função adicional foi mostrar como  aspectos do caráter derivam da ancestralidade.

A ancestralidade de Bilbo e Frodo analisada pela geografia do Condado e pelo caráter familiar dos Hobbits. Bilbo herda o caráter burguês dos Bolseiro e o aventureiro dos Tûk, adequando-o tanto para a vida no Condado quanto para a aventura descrita em O Hobbit. Frodo herda o caráter burguês dos Bolseiro e o excêntrico dos Buque, adequando-o para a missão de O Senhor dos Anéis, mas deixando-o, no final, inquieto.

#### Línguas
Tolkien era fascinado por línguas desde a infância e tinha um interesse profissional nelas como filólogo. A  filologia influenciou fortemente seu mundo de fantasia da Terra Média. Ele construiu línguas ao longo de sua vida, começando na adolescência, descrevendo isso como "Um Vício Secreto [en]". O projeto glosopoético mais desenvolvido foi sua família de  línguas élficas, incluindo Quenya e Sindarin. Ele afirmou que "sou filólogo e todo o meu trabalho é filológico"; ele explicou à sua editora americana Houghton Mifflin que isso significava que seu trabalho era "tudo de uma peça só, e fundamentalmente linguístico em inspiração. ... A invenção de línguas é a base. As 'histórias' foram criadas para fornecer um mundo para as línguas, e não o contrário. Para mim, um nome vem primeiro e a história segue."
| Os Hobbits invocam Elbereth |
| --- |
| Sam pegou novamente o frasco élfico de Galadriel. Como se fosse para honrar sua bravura e para adornar com esplendor sua fiel mão de hobbit que realizara tais feitos, o frasco brilhou subitamente, de modo que todo o pátio sombrio foi iluminado com um brilho ofuscante como um relâmpago; mas permaneceu estável e não se apagou. 'Gilthoniel, A Elbereth!' exclamou Sam. Por algum motivo que ele não sabia, seu pensamento voltou subitamente aos Elfos no Condado, e à canção que afastou o Cavalheiro Negro nas árvores. 'Aiya elenion ancalima!' exclamou Frodo novamente atrás dele. A vontade dos Vigilantes foi quebrada com uma rapidez como o estalar de uma corda, e Frodo e Sam tropeçaram para a frente. |

Tolkien fez um uso "ousado" de élfico não traduzido, como quando os Hobbits chegam à casa de Elrond em Valfenda e ouvem o poema A Elbereth Gilthoniel [en] cantado na íntegra: A Elbereth Gilthoniel / silivren penna míriel / o menel aglar elenath! ... O estudioso de Tolkien Tom Shippey [en] comenta que não se esperava que os leitores conhecessem o significado literal da canção, mas que fizessem algo com ela: era claramente algo de uma língua desconhecida, e anunciava que "há mais na Terra Média do que pode ser imediatamente comunicado".
Além das línguas inventadas, há saudações não traduzidas em Inglês Antigo, como "'Westu Théoden hál!' exclamou Éomer". Isso é uma piada erudita: uma forma dialetal de Beowulf Wæs þú, Hróðgár, hál ("Que você esteja bem, Hrothgar!"), ou seja, Éomer grita "Vida longa ao Rei  Théoden!" no sotaque do antigo Mercia, a região da Inglaterra onde Tolkien cresceu.

#### Poesia
A poesia em O Senhor dos Anéis consiste em poemas e canções entremeados com a prosa do romance. O livro contém mais de 60 peças de verso de diversos tipos, incluindo para caminhadas, marchar para a guerra, bebida, e tomar banho; narrativas de mitos antigos, enigmas, profecias, e encantamentos mágicos; de louvor e lamento (elegia). Algumas dessas formas foram encontradas na poesia em inglês antigo. Tolkien afirmou que todos os seus poemas e canções tinham uma função dramática, não buscando expressar as emoções do poeta, mas iluminando os personagens, como Bilbo Bolseiro, Sam Gamgee e Aragorn, que os cantam ou recitam.
Comentadores notaram que a poesia de Tolkien foi por muito tempo negligenciada e quase nunca imitada por outros escritores de fantasia; mas que, desde os anos 1990, ela tem recebido atenção acadêmica. Os versos incluem canções leves e aparente nonsense, como as de Tom Bombadil; a poesia do Condado, que se diz transmitir uma sensação de "atemporalidade mítica"; e os lamentos dos Cavaleiros de Rohan, que ecoam a tradição oral da poesia em inglês antigo. A análise acadêmica da poesia de Tolkien mostra que ela é variada e de alta habilidade técnica, utilizando diferentes métricas e dispositivos poéticos raramente usados para alcançar seus efeitos.
| Lamento dos Rohirrim |
| --- |
| Onde está agora o cavalo e o cavaleiro? Onde está a trompa que soava? Onde está o elmo e o cota de malha, e o cabelo brilhante esvoaçante? Onde está a mão na corda da harpa, e o fogo vermelho brilhando? Onde está a primavera e a colheita e o alto trigo crescendo? Passaram como chuva na montanha, como um vento no prado; ... |

#### Provérbios
Nem tudo que é ouro reluz [en],

Nem todos que vagueiam estão perdidos;

O velho que é forte não murcha,

Raízes profundas não são alcançadas pelo gelo.

O Senhor dos Anéis 1:10 "Passolargo"
Tolkien utiliza muitos provérbios em O Senhor dos Anéis para criar uma sensação de que o mundo da Terra Média é familiar e sólido, além de transmitir o senso das diferentes culturas dos Hobbits, Homens, Elfos e Anães que o povoam. Estudiosos comentaram que os provérbios são por vezes usados diretamente para retratar personagens como Barliman Carrapicho, que nunca tem tempo para organizar seus pensamentos. Além disso, os provérbios ajudam a transmitir a mensagem subjacente de Tolkien sobre a providência; embora ele mantenha seu cristianismo oculto, os leitores podem perceber que o que parece sorte para os protagonistas reflete um propósito maior ao longo da narrativa de Tolkien.

## Enquadramento editorial
Tolkien estruturou suas narrativas com uma quantidade de paratextos, elementos que acompanham o texto principal, em O Senhor dos Anéis e, em menor grau, em O Hobbit. A estudiosa de Tolkien Janet Brennan Croft [en] comenta que esses elementos "ressonam" ou "colaboram" com o texto principal para amplificar seu efeito, tornando-o mais crível. Os paratextos de Tolkien incluem prefácios, notas e apêndices de todos os tipos; estudiosos, incluindo Croft, afirmaram que seus mapas também funcionam como amplificadores paratextuais de suas narrativas. Os paratextos contribuem para construir um enquadramento editorial [en] para a obra. Isso posiciona Tolkien não como autor, mas como o último de uma linhagem de editores filológicos de um manuscrito antigo sobrevivente originalmente escrito pelos hobbits Bilbo e Frodo Bolseiro, cujas memórias, na história emoldurada do livro, supostamente sobreviveram como o Livro Vermelho do Marco Ocidental. Isso, por sua vez, colocou Tolkien no papel de tradutor fictício do texto antigo sobrevivente, ajudando a tornar o mundo secundário da Terra Média real e sólido.

O enquadramento editorial de O Senhor dos Anéis, composto por múltiplos elementos, tanto no texto principal quanto ao seu redor, no prólogo e nos apêndices[51][48][49][50]

Allan Turner [en] escreve que Tolkien apresenta O Senhor dos Anéis como uma pseudotradução, com a ideia de um manuscrito encontrado, na tradição do romance épico de 1605 de Miguel de Cervantes, Dom Quixote (que se dizia ser uma tradução de um autor árabe imaginário, El Cid Benegali). Assim, Tolkien se posicionou como se tivesse encontrado um documento antigo, editado e anotado por muitas mãos. Turner observa que Tolkien não inventou essa ideia, pois Walter Scott fez o mesmo na introdução de seu romance de 1820, Ivanhoe.
A crítica literária Christine Brooke-Rose [en] descreve o que Turner chama de "enorme metatexto" dos Apêndices como "[não] sendo minimamente necessário para a narrativa", admitindo apenas que "eles proporcionaram muita felicidade infantil aos clubes e sociedades de Tolkien". Turner observa que Shippey refuta diretamente Brooke-Rose, mostrando que a quantidade de detalhes torna a Terra Média real e sólida, pois cada fato adicionado está em harmonia com o texto e lhe confere profundidade. Turner apresenta duas razões para a importância do metatexto. Primeiramente, o metatexto sustenta completamente o mundo do texto, visto de dentro do enquadramento onde o autor é imaginado como um tradutor. Em segundo lugar, os Apêndices são claramente narrados por um editor, uma figura literária que compila o livro inteiro a partir de documentos antigos. Turner comenta que o editor trata o material do metatexto como real, criando um "mundo textual mais amplo" do que o próprio texto. Turner observa que Tolkien afirmou que isso era absolutamente necessário: o mundo secundário precisa ser apresentado como vera historia ("história verdadeira"), para não "derrotar a 'magia'".

### J. R. R. Tolkien
1. ↑  (Carpenter 2023, carta 144 para Naomi Mitchison, 25 de abril de 1954)
2. ↑  (Tolkien 1955, Apêndice A)
3. 1 2  (Tolkien 1955, Apêndice B)
4. ↑  (Tolkien 1983, "Um Vício Secreto")
5. ↑  (Carpenter 2023, carta 165 para Houghton Mifflin, 30 de junho de 1955)
6. ↑  (Tolkien 1955, livro 6, cap. 1 "A Torre de Cirith Ungol")
7. ↑  (Tolkien 1954a, livro 2, cap. 1 "Muitos Encontros")
8. ↑  (Carpenter 2023, carta 306 para Michael Tolkien, outubro de 1968)
9. ↑  (Tolkien 1954, livro 3, cap. 6 "O Rei do Salão Dourado")
10. ↑  (Carpenter 2023, carta 281 para Rayner Unwin, 15 de dezembro de 1965)